# A-Division 2009
La A-Division 2009 fu la 24ª edizione della massima serie del campionato bhutanese di calcio disputato tra il 20 giugno e il 3 agosto 2009 e concluso con la vittoria del Druk Star FC, al suo secondo titolo.

## Classifica finale
|  |    | Classifica finale 2009 | Pti | G  | V  | N | P  |
|  | -- | ---------------------- | --- | -- | -- | - | -- |
|  | 1. | Druk Star              | 33  | 13 | 10 | 3 | 0  |
|  | 2. | Yeedzin                | 28  | 13 | 9  | 1 | 3  |
|  | 3. | Drukpol                | 23  | 13 | 6  | 5 | 2  |
|  | 4. | Choden                 | 22  | 13 | 6  | 4 | 3  |
|  | 5. | Transport Utd          | 14  | 13 | 3  | 5 | 5  |
|  | 6. | Druk Athletic          | 4   | 13 | 1  | 1 | 11 |
|  | 7. | Rigzung                | 3   | 13 | 1  | 0 | 12 |

Il Royal Bhutan Army FC si è ritirato dopo il girone d'andata.

### Verdetti
- Druk Star FC campione del Bhutan 2009 e qualificato in Coppa del Presidente dell'AFC 2010.